# ويد رينولدز
ويد رينولدز (بالإنجليزية: Wade Reynolds)‏ هو رسام أمريكي، ولد في 5 يونيو 1929، وتوفي في 3 أكتوبر 2011.

## وصلات خارجية
- ويد رينولدز على موقع قاعدة بيانات برودواي على الإنترنت (الإنجليزية)